# Douglas Fisher (almirante)
Sir Douglas Blake Fisher (23 de outubro de 1890 – 4 de outubro de 1963) foi um oficial da Marinha Real Britânica que tornou-se Quarto Senhor do Mar.

## Carreira naval
Fisher ingressou na Marinha Real como aspirante em 1907 e serviu na Primeira Guerra Mundial. Ele foi nomeado Capitão da Frota da Frota Doméstica em 1938. Ele também serviu na Segunda Guerra Mundial comandando o couraçado HMS Warspite a partir de 1940 e depois participando nos comboios do Ártico de 1942 antes de se tornar contra-almirante em 1944 e oficial de bandeira da área oeste, frota britânica do Pacífico em 1945. Após a guerra, ele tornou-se o Quarto Senhor do Mar e Chefe de Abastecimento e Transporte e, em seguida, aposentou-se como almirante em 1949.